# Вуди Ален
Хејвуд „Вуди” Ален (енгл. Heywood "Woody" Allen), рођен као Алан Стјуарт Конигсберг (енгл. Allan Stewart Konigsberg; Њујорк, 1. децембар 1935), амерички је режисер, писац и глумац. Један је од утицајнијих и цењенијих људи у свету филма. Такође је почео да пише материјал за телевизију, објавио је неколико књига са кратким причама и писао хумористичне комаде за The New Yorker.

## Биографија
Рођен је у јеврејској породици.
Почетком шездесетих наступао је као стенд-ап комичар у Гринвич Вилиџу заједно са Ленијем Брусом, Елејн Меј, Мајк Николсом и Џоун Риверс. Тамо је развио монолошки стил (уместо традиционалних шала), и личност несигурног, интелектуалног, узнемиреног колебљивца, за коју он тврди да се прилично разликује од његове стварне личности. Он је објавио три комедиографска албума током средине и касних 1960-их, чак је и номинован за награду Греми за свој комични албум из 1964. под називом Вуди Ален. Године 2004, Комеди сентрал је рангирао Алена на четврто место листе 100 највећих стенд-ап комичара, док је једна анкета спроведена у Великој Британији Алена рангирала на треће место међу највећим комичарима.
Средином 1960-их, Ален је писао и режирао филмове, прво се специјализујући за слапстик комедије као што су Немој да пијеш воду (1966), Узми паре и бежи (1969), Банане (1971), Спавач (1973), и Живот и смрт (1975), пре него што је прешао на драмски материјал под утицајем европске уметничке кинематографије током касних 1970-их са Унутрашњост (1978), Менхетн (1979) и Меморије звезданог праха (1980), и наизменично се бави комедија и драмом до данас. Ален се често идентификује као део новог холивудског таласа филмских стваралаца од средине 1960-их до касних 1970-их, као што су Питер Богданович, Мартин Скорсезе, Роберт Алтман и Сидни Лумет. Он често глуми у својим филмовима, обично личности које је развио као станд-уп. Његов филм Ени Хол (1977), романтична комедија у којој су учествовали Ален и његова честа сарадница Дајана Китон, освојио је четири награде Оскар, укључујући најбољи филм, најбољу режију, најбољи оригинални сценарио и најбољу глумицу за Китон. Критичари су његово дело из 1980-их назвали његовим најразвијенијим периодом. Његови филмови укључују Зелинг (1983), Бродвеј Дани Роуз (1984), Љубичаста ружа Каира (1985), Хана и њене сестре (1986), Радио дани (1987), Друга жена (1988), и Злочини и прекршаји (1989). Многи од његових филмова 21. века, укључујући Меч поен (2005), Љубав у Барселони (2008) и Поноћ у Паризу (2011), смештени су у Европу. Несрећна Џасмин (2013) и Кафе друштво (2016) смештени су у Њујорку и Сан Франциску.
Критичар Роџер Иберт описао је Алена као „богатство кинематографије“. Ален је добио многа признања и почасти. Он је добио највише номинација за Оскара за најбољи оригинални сценарио, са 16. Добитник је четири награде Оскар, једне за најбољу режију и три за најбољи оригинални сценарио. Такође је добио девет филмских награда Британске академије. Британска академија за филмску и телевизијску уметност је Ален доделио БАФТА награду 1997. године. У 2014. години добио је награду Награду Сесил Б. Демил за животно дело и номинацију за Тони награду за најбољу књигу мјузикла за Меци над Бродвејом. Амерички цех писаца именовао је његов сценарио за Ени Хол првим на листи „101 најсмешнијих сценарија“. У 2011. години PBS је приказивао филмску биографију Вуди Ален: Документарни филм о својој серији Амерички мајстори.

## Лични живот
Оптуживан је за сексуално злостављање и обљубу тада седмогодишње Дилан Фароу, усвојене ћерке његове партнерке Мије Фароу. Оптужбе нису доказане пред судом.
У браку је са тридесет и пет година млађом Сун-И Превин, усвојеном ћерком Мије Фароу.
Аматерски свира кларинет.

## Филмографија
| Улоге Вудија Алена |                                           |                                    |                    |                             |
| Година             | Српски назив                              | Изворни назив                      | Улога              | Напомена                    |
| 2019.              | Кишни дан у Њујорку                       | A Rainy Day in New York            |                    | редитељ, сценариста         |
| 2015.              |                                           |                                    |                    | редитељ, сценариста         |
| 2014.              | Магија на месечини                        | Magic in the Moonlight             |                    | редитељ, сценариста         |
| 2014.              | Матори жиголо                             | Fading Gigolo                      | Murray             | глумац                      |
| 2013.              | Тужна Џасмин                              | Blue Jasmine                       |                    | редитељ, сценариста         |
| 2012.              | Риму, с љубављу                           | To Rome with Love                  | Jerry              | редитељ, сценариста, глумац |
| 2012.              |                                           | Paris Manhattan                    | Woody Allen        | глумац                      |
| 2011.              | Поноћ у Паризу                            | Midnight in Paris                  |                    | редитељ, сценариста         |
| 2010.              | Упознаћеш високог, црног мушкарца         | You Will Meet a Tall Dark Stranger |                    | редитељ, сценариста         |
| 2009.              | Шта год успева                            | Whatever Works                     |                    | редитељ, сценариста         |
| 2008.              | Љубав у Барселони                         | Vicky Cristina Barcelona           |                    | редитељ, сценариста         |
| 2007.              | Касандрин сан                             |                                    |                    | редитељ, сценариста         |
| 2006.              | Ударна вест                               |                                    | Sid Waterman       | редитељ, сценариста, глумац |
| 2006.              |                                           | Home                               | Woody Allen        | документарни филм (актер)   |
| 2005.              | Завршни ударац                            |                                    |                    | редитељ, сценариста         |
| 2005.              |                                           |                                    | Woody Allen        | документарни филм (актер)   |
| 2005.              |                                           |                                    | Woody Allen        | документарни филм (актер)   |
| 2004.              |                                           |                                    |                    | редитељ, сценариста         |
| 2003.              |                                           |                                    | David Dobel        | редитељ, сценариста, глумац |
| 2002.              |                                           |                                    | Val Waxman         | редитељ, сценариста, глумац |
| 2001.              | Проклетство шкорпиона од жада             |                                    | C.W. Briggs        | редитељ, сценариста, глумац |
| 2000.              | Ситни преваранти                          |                                    | Ray                | редитељ, сценариста, глумац |
| 2000.              |                                           |                                    | амерички амбасадор | глумац                      |
| 1999.              |                                           |                                    | наратор            | редитељ, сценариста, глумац |
| 1998.              |                                           |                                    |                    |                             |
| 1997.              | Хари ван себе                             |                                    |                    |                             |
| 1996.              | Свако каже волим те                       | Everyone Says I Love You           | Joe Berlin         | редитељ, сценариста, глумац |
| 1995.              | Моћна Афродита                            |                                    |                    |                             |
| 1994.              |                                           |                                    |                    |                             |
| 1993.              | Мистериозно убиство на Менхетну           |                                    |                    |                             |
| 1992.              |                                           |                                    |                    |                             |
| 1992.              |                                           |                                    |                    |                             |
| 1990.              | Елис                                      |                                    |                    |                             |
| 1989.              | Злочини и преступи                        |                                    |                    |                             |
| 1989.              | Њујоршке приче                            |                                    | Шелдон Милс        | сегмент "Едип разбија"      |
| 1988.              | Друга жена                                |                                    |                    |                             |
| 1987.              | Септембар                                 |                                    |                    |                             |
| 1987.              | Дани радија                               |                                    |                    |                             |
| 1986.              | Хана и њене сестре                        |                                    |                    |                             |
| 1985.              | Пурпурна ружа Каира                       |                                    |                    |                             |
| 1984.              |                                           |                                    |                    |                             |
| 1983.              | Зелиг                                     |                                    |                    |                             |
| 1982.              | Еротска комедија летње ноћи               |                                    |                    |                             |
| 1980.              |                                           |                                    |                    |                             |
| 1979.              | Менхетн                                   |                                    |                    |                             |
| 1978.              |                                           |                                    |                    |                             |
| 1977.              | Ени Хол                                   |                                    |                    |                             |
| 1975.              | Љубав и смрт                              |                                    | Борис Грушченко    |                             |
| 1973.              | Повампирени Мајлс                         |                                    |                    |                             |
| 1972.              | Све што сте одувек хтели да знате о сексу |                                    |                    |                             |
| 1971.              |                                           | Bananas                            |                    |                             |
| 1969.              | Узми паре и бежи                          |                                    |                    |                             |
| 1966.              |                                           |                                    |                    |                             |

## Дискографија
- Woody Allen (Colpix Records, 1964)
- Woody Allen Vol. 2 (Colpix Records, 1965)
- The Third Woody Allen Album (Capitol Records, 1968)
- The Nightclub Years 1964–1968 (United Artists Records, 1972)
- Standup Comic (Casablanca Records, 1978)
- Wild Man Blues (RCA Victor, 1998)
- Woody With Strings (New York Jazz Records, 2005)